# هاري إينز
هاري إينز (بالإنجليزية: Harry Innes)‏ هو قاضي ومحامي أمريكي، ولد في 4 يناير 1752 في مقاطعة كارولاين في الولايات المتحدة، وتوفي في 20 سبتمبر 1816 في فرانكفورت في الولايات المتحدة.